# 姫路市立谷外小学校
姫路市立谷外小学校（ひめじしりつ たにそとしょうがっこう）は、兵庫県姫路市飾東町豊国に所在する公立小学校。

## 通学区域
- 飾東町佐良和、飾東町庄、飾東町豊国、飾東町北山、飾東町塩崎、飾東町志吹、飾東町唐端新、飾東町夕陽ケ丘[1]

※卒業後は基本的に姫路市立城山中学校に進学する。

## 通学区域が隣接している学校
- 姫路市立谷内小学校
- 姫路市立豊富小中学校
- 姫路市立水上小学校
- 姫路市立花田小学校
- 姫路市立御国野小学校
- 姫路市立別所小学校
- 加古川市立志方西小学校